# Jean-Frédéric Chapuis
Pour les articles homonymes, voir Chapuis.
Jean-Frédéric Chapuis, né le 2 mars 1989 à Bourg-Saint-Maurice, est un skieur acrobatique français spécialiste du skicross. Il est devenu, à 24 ans, le premier champion du monde français de skicross à Voss (Norvège). Il devient également champion olympique de la discipline aux Jeux olympiques d'hiver de 2014 à Sotchi. Avec Arnaud Bovolenta et Jonathan Midol, il réalise à cette occasion le premier triplé français dans des Jeux olympiques d'hiver. En 2015, 2016 et 2017, il gagne la Coupe du monde de skicross trois années consécutives et a désormais gagné tous les titres dans cette discipline.

## Biographie
Jean-Frédéric Chapuis naît le 2 mars 1989 d'un père français et d'une mère suisse ; il a les deux nationalités. Il pratique d'abord le ski alpin. Après avoir échoué en France, il essaie en vain d'intégrer l'équipe de Suisse. Il commence ensuite le skicross et représente la France dans cette discipline.
Il fait ses débuts en Coupe du monde en décembre 2010 à Innichen et obtient la huitième place. La saison suivante, il se révèle par son premier podium avec une troisième place à Bischofswiesen et finit septième du classement de skicross 2011-2012.
Les premières courses de la saison 2013 donnent des signes encourageants dans l'optique des Championnats du monde, il réalise plusieurs top 10 dont une quatrième place à Telluride. Néanmoins, Jean-Frédéric Chapuis se montre moins à l'aise dans les manches suivantes et ne se présente qu'en tant q'outsider aux mondiaux de Voss. Dès les qualifications, il devient un prétendant au podium avec le deuxième temps des engagés, ensuite, il conserve sa place jusqu'en finale durant laquelle il profite de la sortie de piste du Finlandais Jouni Pellinen pour s'envoler vers le titre de champion du monde devant son compatriote Bastien Midol. Une semaine plus tard, lors de la dernière manche de la saison disputée à Åre, il s'impose pour la première fois en Coupe du monde après avoir terminé troisième la veille.

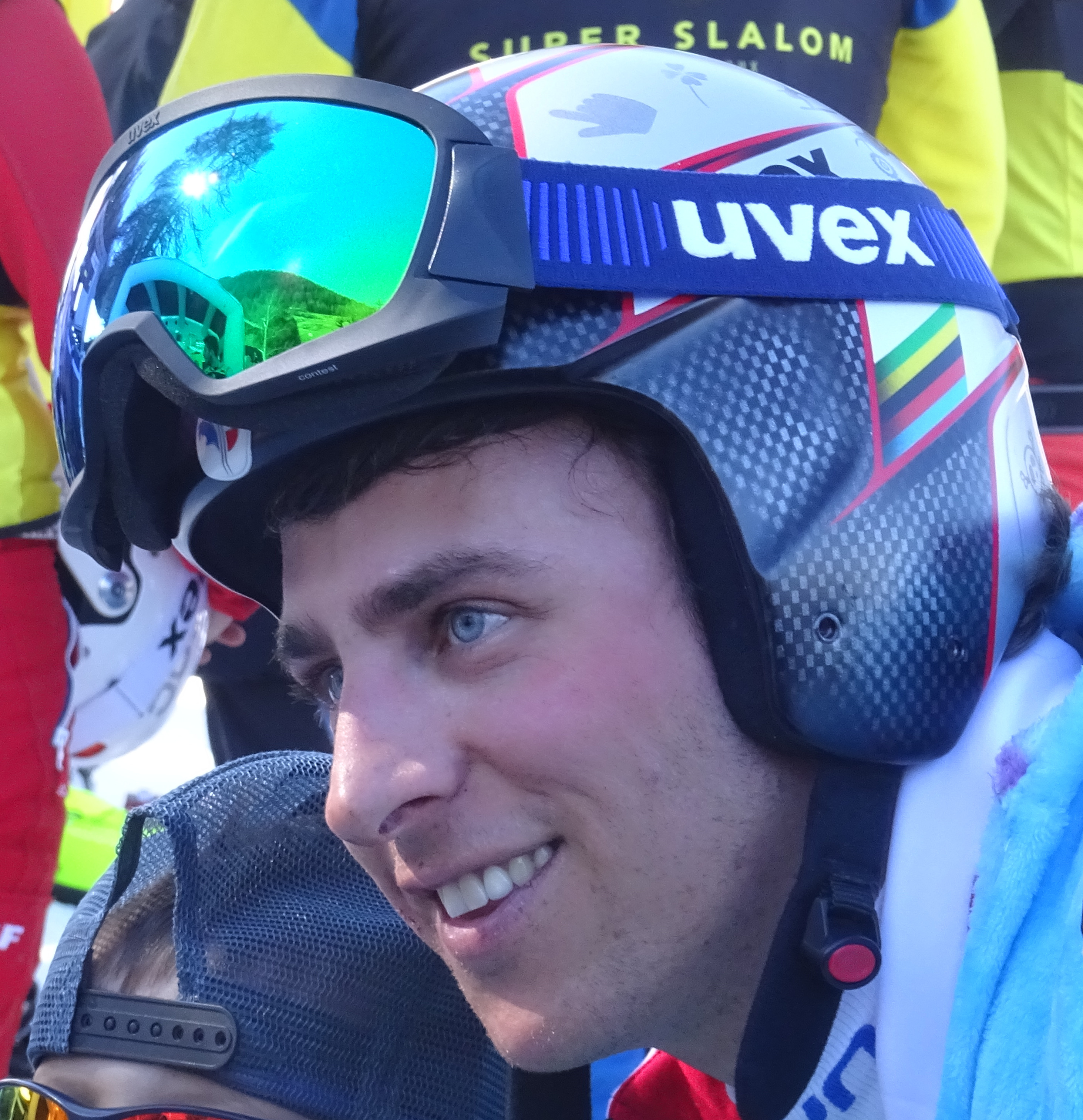
Chapuis en mars 2019 au Super Slalom de La Plagne.

Lors des Jeux olympiques de Sotchi, le 20 février 2014, il obtient la médaille d'or au ski cross devant deux autres français, Arnaud Bovolenta et Jonathan Midol. Il avait terminé quatrième de sa manche de qualifications, et a par la suite été vainqueur de chacune de ses courses éliminatoires.
Aux mondiaux de Kreischberg en 2015, il gagne la médaille d'argent derrière Filip Flisar. En fin de saison, il connait une série de victoires, quatre au total qui lui permettent de remporter le classement de la Coupe du monde de skicross.
En 2016, il remporte son deuxième globe de cristal consécutif lors de la coupe du Monde à Bokwang, en Corée du Sud, sur le site qui accueillera les skieurs pour les Jeux Olympiques de 2018.
En 2017, il remporte son troisième globe de cristal consécutif. Une première dans l'histoire du skicross.
Il participe ensuite aux Jeux olympiques de Pyeongchang avec moins de succès qu'en 2014 puisqu'il est éliminé en quarts de finale de l'épreuve olympique.
Sa saison 2019-2020 est abrégée en raison d'une appendicite.

## Palmarès

### Jeux olympiques
| Épreuve / Édition   | Ski cross |
| ------------------- | --------- |
| JO 2014 Sotchi      | Or        |
| JO 2018 Pyeongchang | 13e       |

### Championnats du monde
| Épreuve / Édition           | Ski cross |
| --------------------------- | --------- |
| Mondiaux 2013 Voss          | Or        |
| Mondiaux 2015 Kreischberg   | Argent    |
| Mondiaux 2017 Sierra Nevada | 25e       |
| Mondiaux 2019 Solitude      | 5e        |
| Mondiaux 2021 Idre Fjäll    | 25e       |

### Coupe du monde
- Meilleur classement général : 3e en 2015 et 2016.
- 3 petits globe de cristal :
  - Vainqueur du classement skicross en 2015, 2016 et 2017.
- 33 podiums dont 18 victoires en carrière.

#### Détails des victoires
| Édition / Épreuve | Ski cross                                |
| 2013              | Åre                                      |
| 2014              | La Plagne                                |
| 2015              | Åre, Tegernsee (2 fois), Megève          |
| 2016              | Val-Thorens, Innichen, Watles, Nakiska   |
| 2017              | Val-Thorens, Montafon, Feldberg (2 fois) |
| 2018              | Idre Fjäll                               |
| 2019              | Idre Fjäll, Feldberg, Veysonnaz          |

#### Différents classements en Coupe du monde
| Année/Classement | Année/Classement | Général | Général | Skicross | Skicross |
| ---------------- | ---------------- | ------- | ------- | -------- | -------- |
| Année/Classement | Année/Classement | Class.  | Points  | Class.   | Points   |
| 2011             | 2011             | 76e     | 10      | 23e      | 115      |
| 2012             | 2012             | 23e     | 28      | 7e       | 277      |
| 2013             | 2013             | 22e     | 34      | 4e       | 343      |
| 2014             | 2014             | 21e     | 35      | 4e       | 381      |
| 2015             | 2015             | 3e      | 68      | 1er      | 747      |
| 2016             | 2016             | 3e      | 58      | 1er      | 694      |
| 2017             | 2017             | 4e      | 55      | 1er      | 763      |
| 2018             | 2018             | 14e     | 40      | 2e       | 403      |
| 2019             | 2019             | 7e      | 52      | 2e       | 572      |

### Championnats de France Elite
- Champion de France en 2015
- Vice-champion en 2018, 2019, 2020 et 2022[5]
- 3e en 2016

## Décorations
- Chevalier de l'ordre de la Légion d'Honneur[6]
- Médaille d'honneur des Douanes